# Burg Winterstetten
Die Burg Winterstetten, auch Schenkenberg, Schenkenburg oder Burgrest Winterstettenstadt genannt, ist die Ruine einer Höhenburg auf 607,3 m ü. NN im Rißtal oberhalb von Winterstettenstadt, einem Ortsteil von Ingoldingen, im Landkreis Biberach in Baden-Württemberg.

## Geschichte
Die Burg wurde wohl ursprünglich von den Herren von Winterstetten errichtet. Der letzte Vertreter dieser Familie war ein Herr von Winterstetten, der 1181 und 1187 im kaiserlichen Gefolge auftrat.
Um 1214 erhielt der Reichsministeriale Konrad von Tanne, später auch bekannt als Konrad von Winterstetten, ein Vertrauter Kaiser Friedrich II., die Herrschaft über die Burg. Er war Erzieher König Heinrichs, "procurator" bzw. "prefectus" von Schwaben, Hüter der Reichskleinodien sowie Inhaber des Schenkenamtes und wurde unter anderem durch die Gründung des Klosters Baindt bekannt.
Sein Nachfolger als Burgherr und im Schenkenamt war Konrad von Schmalegg, der aber bereits 1243 starb. Einer seiner Nachkommen, Schenk Konrad, wurde 1261 vom Konstanzer Bischof belagert und musste ihm letzten Endes lehenspflichtig werden.
Die Herrschaft über die Burg wechselte durch verschiedene Hände, vor 1331 fiel sie an das Haus Habsburg. Nachdem sie von den Österreichern verpfändet wurde, fiel sie 1438 endgültig an die Truchsessen von Waldburg.
Im 15. Jahrhundert verfiel die Burg, so dass sie im Jahr 1759 abgerissen wurde.

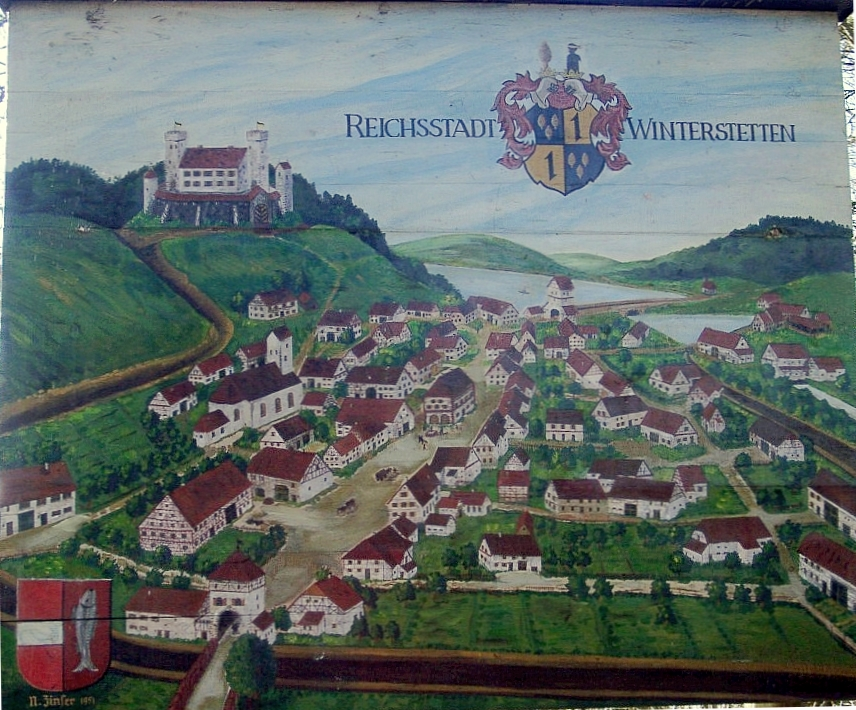
Tafel am Burgstall der Schenkenburg Winterstetten

## Anlage
Von der ehemaligen Burganlage erhielten sich lediglich Reste des Bergfrieds mit einer Grundfläche von 7,5 mal 8,3 Meter und einer Mauerstärke von 1,2 Meter, Teile der Ringmauer mit einem Durchmesser von 1,6 Meter und der Halsgraben.